# Messac, Ille-et-Vilaine
Messac är en kommun i departementet Ille-et-Vilaine i regionen Bretagne i nordvästra Frankrike. Kommunen ligger i kantonen Bain-de-Bretagne som tillhör arrondissementet Redon. År 2018 hade Messac 3 204 invånare.

## Befolkningsutveckling
Antalet invånare i kommunen Messac
Referens:INSEE